# Harry August van Voorst van Beest

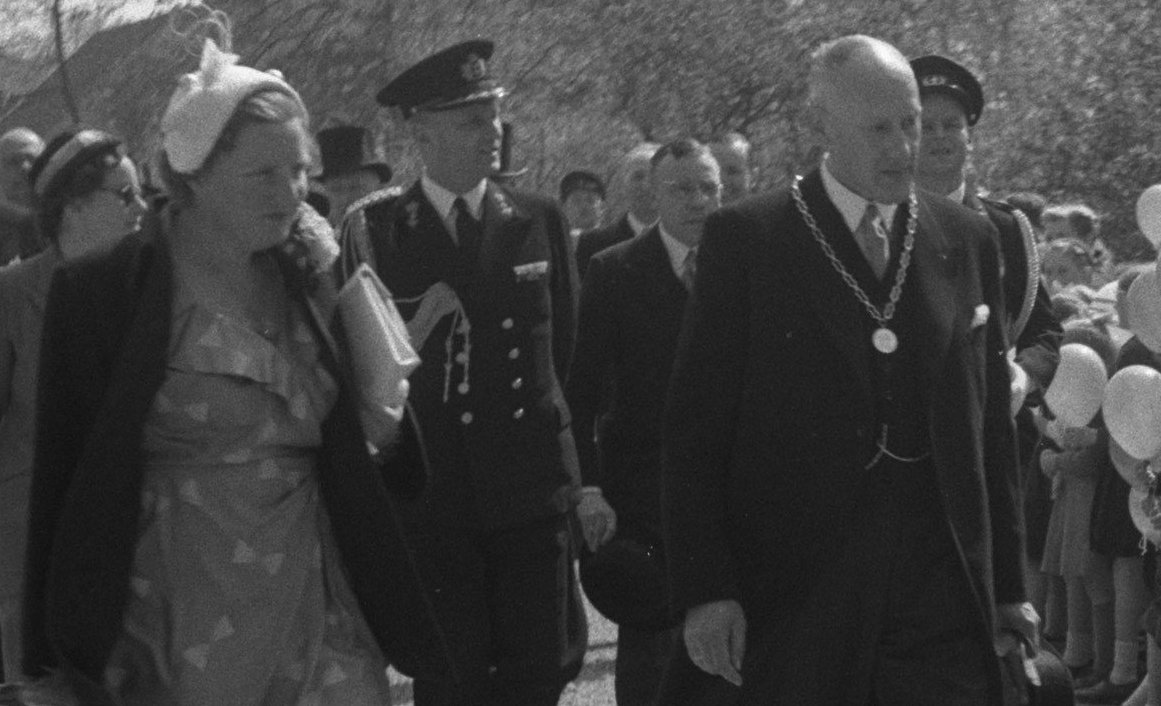
Koningin Juliana met burgemeester H.A. van Voorst van Beest (1951)

Harry August van Voorst van Beest (Arnhem, 11 oktober 1892 – Heerde, 3 april 1957) was een Nederlands politicus. 
Hij werd geboren als zoon van Eduard Gerard Bartholomeus van Voorst van Beest (1842-1922) en Bouwine Gerardine van Kregten (1854?-1924). Hij was volontair bij de gemeente Alphen aan den Rijn en ging in 1918, aanvankelijk als tijdelijk ambtenaar, werken bij de gemeente Naaldwijk. Daar bracht hij het tot commies en chef van de afdeling Sociale Zaken. In november 1938 volgde zijn benoeming tot burgemeester van Oostvoorne. Hij werd in 1941 ontslagen waarna Oostvoorne een NSB'er als burgemeester kreeg. Van Voorst van Beest keerde na de bevrijding terug in zijn oude functie. Vanwege gezondheidsproblemen werd hem in 1954 ontslag verleend en in 1957 overleed hij op 64-jarige leeftijd. 